# Herbert Beck (Diplomat)
Herbert Beck (* 5. April 1957 in Ludwigsburg) ist ein deutscher Diplomat im Ruhestand. Er war zuletzt von 2019 bis 2023 deutscher Botschafter in Namibia.

## Leben
Beck begann nach dem Abitur 1976 und der Ableistung des Zivildienstes 1979 ein Studium der Psychologie, Politikwissenschaften und des Völkerrechts an der Universität Zürich und der Universität London, das er 1989 abschloss.
1989 begann Beck den Vorbereitungsdienst für den höheren Auswärtigen Dienst an der Akademie Auswärtiger Dienst und war nach dessen Abschluss zwischen 1991 und 1994 zunächst an der Botschaft in Neuseeland sowie anschließend von 1994 bis 1997 in der Zentrale des Auswärtigen Amtes tätig. Im Anschluss fungierte er zwischen 1997 und 2000 als Ständiger Vertreter des Botschafters in Uganda und kehrte danach ins Auswärtige Amt zurück, wo er anfangs von 2000 bis 2003 in der Politischen Abteilung Verwendung fand sowie von 2003 bis 2006 stellvertretender Leiter des Referats für Sicherheits- und Verteidigungspolitik war.
Zwischen 2006 und 2009 fungierte Beck als stellvertretender Leiter der Politischen Abteilung der Ständigen Vertretung bei den Internationalen Organisationen in Genf und war danach zwischen 2009 und 2010 Berater im Planungsstab des Bundesministers der Verteidigung. Daraufhin war er von 2010 bis 2012 Leiter des Referats für Sicherheits- und Verteidigungspolitik im Auswärtigen Amt sowie zwischen 2012 und 2015 Ständiger Vertreter des Botschafters in Südafrika.
2015 wurde Beck als Nachfolger von Thomas Hermann Meister Botschafter der Bundesrepublik Deutschland in Island. Am 7. September 2015 ist er von dem Präsidenten von Island, Ólafur Ragnar Grímsson, zur Überreichung seines Beglaubigungsschreibens empfangen worden.
Beck war in seiner letzten Amtsposition vom 7. November 2019 bis 30. Juni 2023 Botschafter in Namibia.
Er ist verheiratet und hat zwei Söhne.